# Egen zu Thurnstein

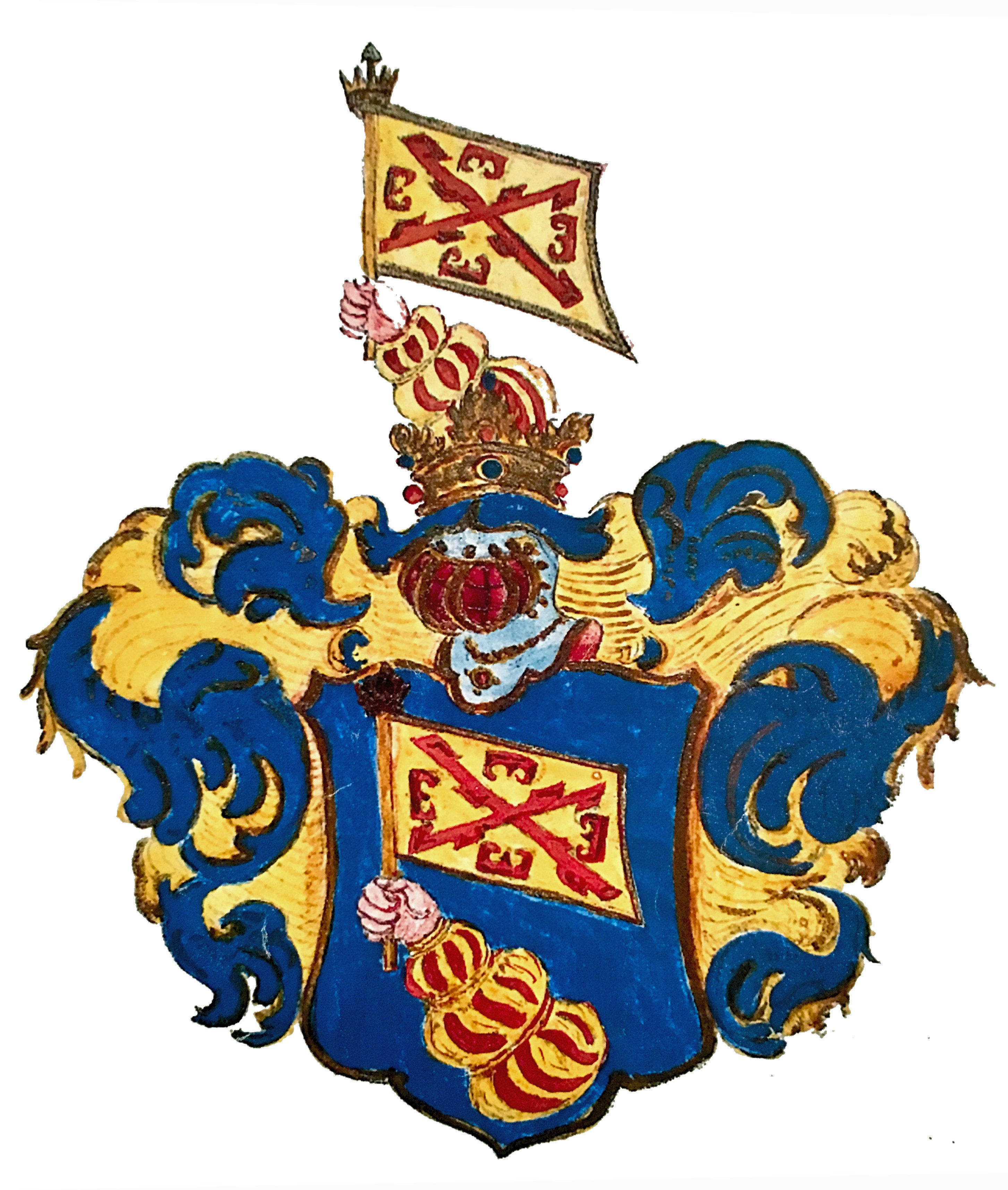
Wappen derer von Egen

Egen zu Thurnstein, auch Eggen, Egen von Dürnstein bzw. Egen-Thurnstein, ist der Name eines briefadeligen Geschlechts aus dem südlichen Tirol. Die Familie besteht gegenwärtig fort.

## Geschichte
Die Egen entsprangen einem angesehenen Schildbürgergeschlecht der Stadt Meran, wo ihnen u. a. der Spatzenturm, ein Hof in Obermais und mehrere Häuser in den Meraner Lauben gehörten. Am 7. Oktober 1514 erhielt Alexander Egen, Richter der Herrschaft Neuhaus, einen kaiserlichen Wappenbrief „ad personam“. Der unbeschränkte Wappenbrief erging am 9. April 1536 an seinen Sohn Alexander, Bürger zu Meran. 1575 fungierte Hans Egen als Stadt- und Landrichter von Meran. Die gleichen Ämter bekleidete 1614 Nikolaus Egen. Die Brüder Alexander, österreichischer Amtmann, und Simon Juda Egen, Gastwirt in Meran, erhielten am 22. November 1644 die Reichsadelsbestätigung. Bereits um 1690 erwarb Alexander von Egen das Schloss Thurnstein, nach dem er sich fortan „von und zu Thurnstein“ nannte. Am 5. April 1713 erfolgte für Johann Alexander von Egen in Meran die Eintragung in die Ritterklasse der Tiroler Adelsmatrikel. Anton Valentin von Egen (1752–1803) ließ das Schloss erweitern, darauf erbte es dessen Sohn Sebastian von Egen. 1828 übernahm Katharina von Egen, geb. Eberschlager, die Güter ihres verstorbenen Mannes. Seit 1842 war Johann von Egen Eigentümer von Thurnstein. 1856 diente Johann Egen von Thurnstein als k. k. Hauptmann in Olmütz. Ende des 19. Jahrhunderts lebte der Großgrundbesitzer Alois von Egen in Terlan.

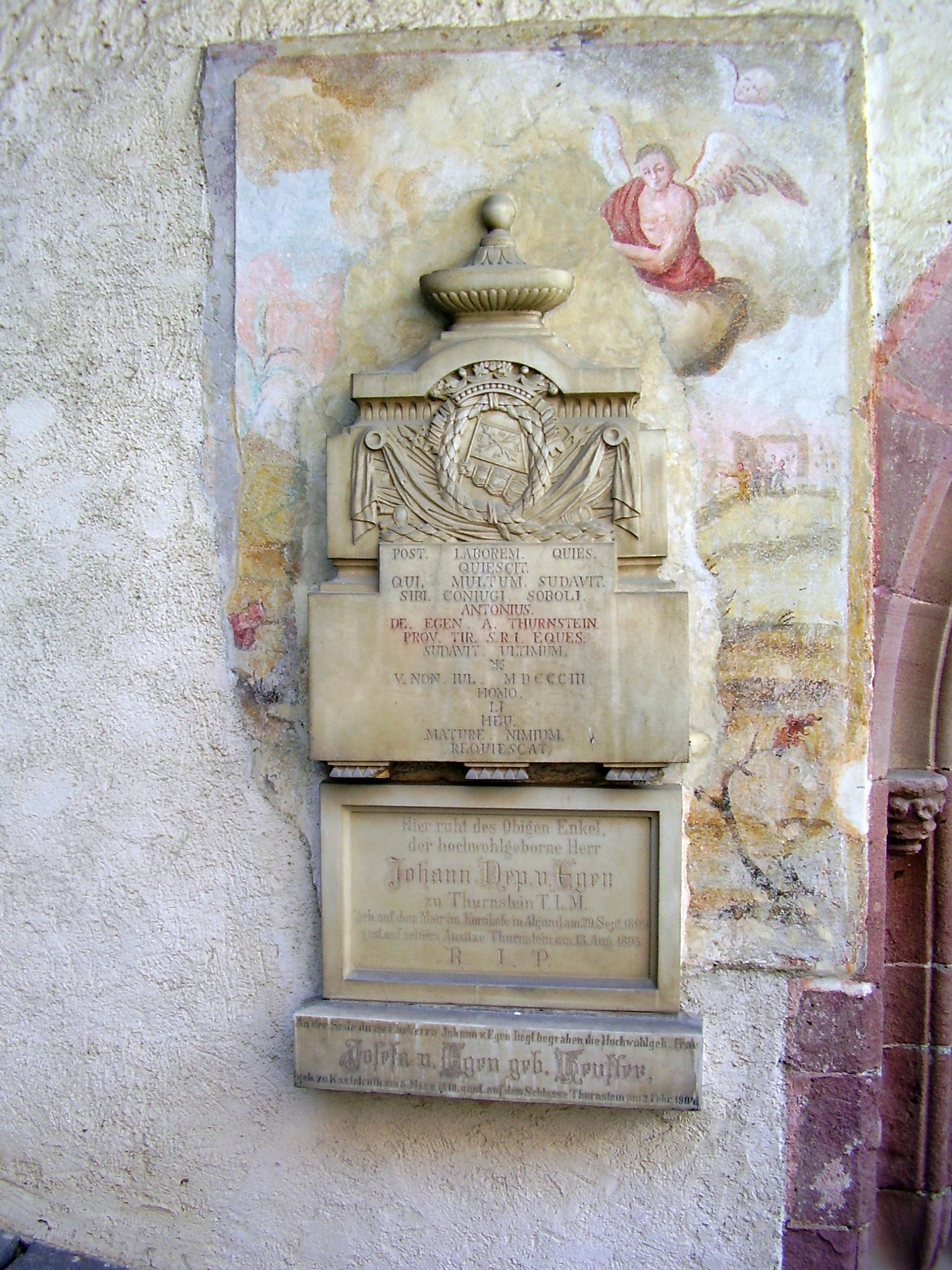
Grabsteine der Familie von Egen bei St. Peter ob Gratsch

## Wappen
„Wappen: in Blau ein schwebender (in der Landsknechtstracht des XVI. Jahrhunderts golden-gekleideter Arm, der eine silberne Fahne hält, auf welcher ein geästetes rotes Andreaskreuz sich zeigt). Auf dem Helm der Arm wachsend, mit der Fahne. Decken: Blau, Gold“